# Harry Beevers
Harry Beevers (1924 w Durham, Anglia - 14 kwietnia 2004 w Carmel, Kalifornia), amerykański fizjolog roślin, pochodzenia angielskiego (przyjął obywatelstwo amerykańskie w 1958).
Studiował botanikę na Durham University, tam także obronił doktorat z fizjologii roślin. W latach 1950–1969 pracował na Uniwersytecie Purdue (USA), od 1969 profesor biologii na Uniwersytecie Kalifornijskim w Santa Cruz.
Prowadził badania metabolizmu roślin, wraz ze współpracownikami odkrył glioksysomy, organelle wewnątrz niektórych komórek roślinnych i przyczynił się do określenia ich roli. Był autorem wielu publikacji naukowych, w tym książki Respiratory Metabolism in Plants (1961).
Członek Narodowej Akademii Nauk i Amerykańskiej Akademii Sztuki i Nauki, doktor honoris causa kilku uczelni, m.in. Uniwersytetu w Nagoya. Jego imię nosi laboratorium na Wydziale Badań Roślinnych Uniwersytetu Oxfordzkiego.
Na początku lat 60. był prezydentem Amerykańskiego Towarzystwa Fizjologii Roślin.